# Oranges sanguines
Pour l’article ayant un titre homophone, voir Orange sanguine.
Pour plus de détails, voir Fiche technique et Distribution.
Oranges sanguines est un film français réalisé par Jean-Christophe Meurisse, sorti en 2021.

## Synopsis
Trois histoires, plusieurs vies, présentées de façon très crue et sans tabou :
1. Laurence et Olivier, un couple de retraités désargentés et à découvert sur leurs comptes, convoqués par leur banquier, compte sur le lot remis lors d'une compétition de rock auquel ils participent afin d'assurer leurs échéances et rembourser une partie de leur dette mais le jury du concours en décidera autrement.
2. Un ministre de l'économie et des finances qui s'inquiète auprès de ses conseillers dont son avocat d'une enquête de presse qui risque de révéler qu'il possède des comptes à l'étranger mais qui ne sait pas ce qui l'attend au détour d'une route de campagne alors que sa voiture tombe en panne en pleine nuit.
3. Une adolescente qui semble redouter sa première expérience sexuelle et rend visite à sa gynécologue, puis à des copines, afin de recevoir des conseils mais qui ne sait pas ce qui l'attend au détour d'une rue ou elle déambule en pleine nuit mais elle aura un bon avocat plus bienveillant avec elle qu'à l'égard de ses parents désargentés, etc.

Quant à l'histoire de ce détraqué sexuel, cet homme aurait dû savoir que ce passe-temps n'est pas forcément de tout repos et qu'il aurait dû éviter de sortir la nuit et qui ne vaut pas mieux que celle du chauffeur de taxi qui n'est pas assez attentif.

## Fiche technique
Sauf indication contraire, les informations mentionnées dans cette section peuvent être confirmées par la base de données cinématographiques IMDb,  présente dans la section « Liens externes ».
- Titre français : Oranges sanguines
- Réalisation : Jean-Christophe Meurisse
- Scénario : Yohann Gloaguen, Jean-Christophe Meurisse et Amélie Philippe
- Décors : Hervé Redoules
- Costumes : Véronique Tremoureux
- Photographie : Javier Ruiz Gomez
- Montage : Flora Volpelière
- Pays d'origine : France
- Format : Couleurs - 35 mm
- Genre : comédie noire
- Durée : 102 minutes
- Date de sortie :
  - France : 8 juillet 2021 (Festival de Cannes 2021), 17 novembre 2021 (en salles)
- Film interdit aux moins de 12 ans lors de sa sortie en salles et aux moins de 16 ans lors de sa sortie télévisée

## Distribution

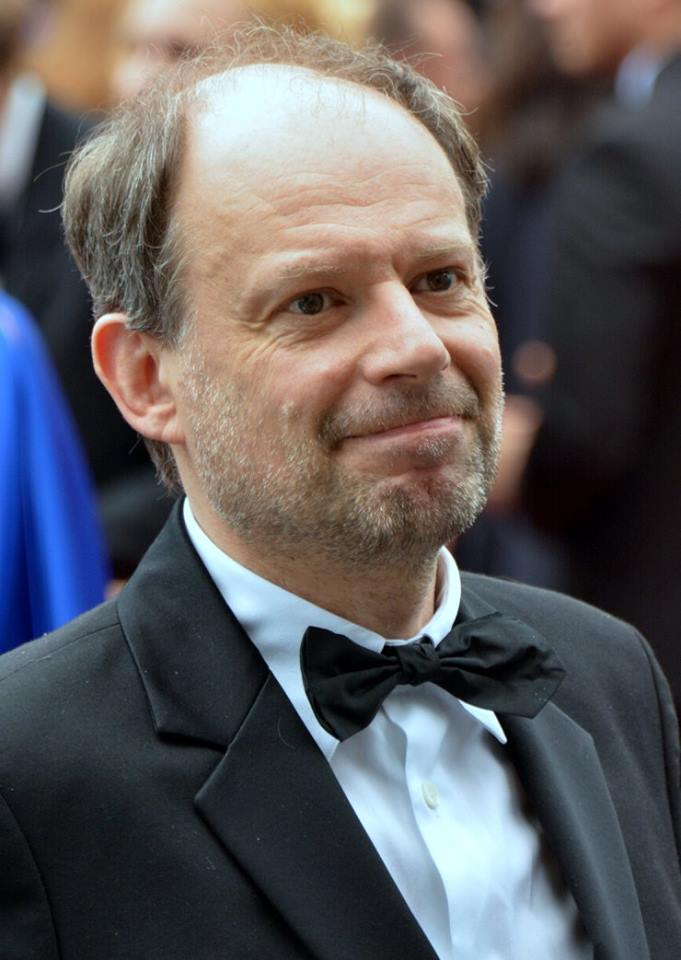
Denis Podalydes joue le rôle de l'avocat du ministre

- Christophe Paou : Stéphane Lemarchand, le ministre
- Alexandre Steiger : Alexandre
- Lilith Grasmug : Louise
- Lorella Cravotta : Laurence
- Fred Blin : le détraqué
- Olivier Saladin : Olivier, le père
- Céline Fuhrer : Céline, la sœur
- Anthony Paliotti : Anthony, le frère
- Denis Podalydès : le ténor du Barreau
- Patrice Laffont : Patrice, président du jury
- Florence Janas : Florence
- Charlotte Laemmel : Charlotte, Madame Ré, membre du jury
- Pascal Sangla : Pascal, Monsieur Fa, membre du jury
- Fred Tousch : Fred, Monsieur Do, membre du jury
- Guilaine Londez : Guilaine, Mademoiselle Mi, membre du jury
- Vincent Dedienne : Vincent, Monsieur La, membre du jury
- Jean-Luc Vincent : le photographe
- Blanche Gardin : la gynécologue
- Pascal Tagnati : le chauffeur de taxi

## Bande originale
Il s'agit de titres préexistants, mélange de titres du répertoire moderne et de musique classique.
1. C'Mon Everybody - Eddie Cochran
2. Ave Maria - Franz Schubert
3. Una furtiva lagrima sul viso - Gaetano Donizetti / Enrico Caruso
4. Gymnopédie No. 3 - Erik Satie et arrangé par Emma Zarobyan
5. Nothin' Shakin' (But The Leaves On The Trees) - Cirino Colacrai, Eddie Fontaine, John Jr. Gluck et Diane Charlotte Lampert / Eddie Fontaine*
6. C'est un piège (Git It) - Bob Kelly / Eddy Mitchell
7. (We're gonna) Rock around the clock - Max Freedman, Jimmy Deknight / Bill Haley & his Comets
8. Filiae maestae Jerusalem, RV 638: II. Sileant Zephyri - Antonio Vivaldi / Philippe Jaroussky
9. Nocturne No 2 - Frédéric Chopin
10. Shame Shame Shame - Sylvia Robinson / Linda Fields and the Funky Boys
11. Didascalies - Luc Ferrari / Vincent Royer & Jean-Philippe Collard-Neven
12. Parce que je t'aime - Barbara
13. Wonderful Life - Colin Vearncombe / Smith & Burrows

## Réception critique
Dans l'ensemble les critiques de presse sont positives. Clarisse Fabre salue, dans Le Monde, « une réussite », « du Tarantino pur jus ». Jacky Bornet décrit, sur France Info, un « brûlot comique » avec un régal de guest-stars. Pour Caroline Vié, dans 20 Minutes, le film est « un jeu de massacre réjouissant ». La Nouvelle République a vu « un film aussi politique qu'hilarant » tandis que Jérôme Vermelin, sur LCI, relève « la performance stupéfiante » de Lilith Grasmug. Fabrice Leclerc est plus nuancé dans Paris Match : il regrette la « provoc fastoche » d'un cinéma improvisé. Pour Causeur, Jean-Christophe Meurisse et ses co-auteurs se sont donné pour programme « de choquer le péquin quoiqu’il en coûte », le film offrant un « portrait acide d’une société hexagonale intégralement addictive et veule, féroce et névrosée ».

## Distinction

### Sélection
- Festival de Cannes 2021 : sélection en séances de minuit